# El Diario de Murcia
El Diario de Murcia fue un periódico publicado en la ciudad española de Murcia entre 1879 y 1903, dirigido por José Martínez Tornel. Es considerado el periódico más importante de la prensa murciana en el siglo XIX. Han existido otros periódicos con la misma cabecera ya desde el siglo XVIII.

## Breve inicio
Se puede considerar como pionero de la prensa murciana. Comenzó a publicarse en 1792 bajo la dirección de Luis Santiago Bado, aunque sólo se publicó durante un semestre, o sea 76 números incluidos los domingos. Las secciones que incluía eran variadas, sobre diversos temas de interés público, pero utilizando el humor. Se trataba de un periódico dirigido a la clase media alta y con una intención divulgadora de conocimientos. Entre 1847 y 1851 volvió a aparecer, editado por José Carles Palacios, que lo subtituló "periódico de todo, menos de política y religión". Su formato consistía en cuatro páginas con contenido variado. Entre los periódicos que se pueden considerar sucesores se encuentra el Correo literario de Murcia.

## El genuinoDiario de Murcia
El 15 de febrero de 1879 José Martínez Tornel editó de nuevo El Diario de Murcia. Se trataba de un periódico de información general, aunque el papel principal se adjudicaba a las noticias de Murcia. Así en la primera página llevaba una sección titulada Lo del día en la que se comentaba la vida diaria de los murcianos utilizando un lenguaje cordial y conciliador. Hasta aquel momento sólo existía en Murcia prensa editada en Madrid.
Ese mismo año se produjo la riada de Santa Teresa, catástrofe que tuvo un seguimiento exhaustivo por parte del periódico. El tratamiento de esta noticia le dio gran popularidad, en diez días vendió más de 25.000 ejemplares y tuvo influencia en que se realizase la visita de Alfonso XII con motivo de la riada. 
Martínez Tornel desarrolló una línea editorial en defensa de los productos murcianos y la industria. También mostraba interés por elevar el nivel cultural de la sociedad y lo demostró en el tratamiento de los centenarios de Salzillo, Saavedra Fajardo y Calderón. En este diario escribieron artículos la mayor parte de los escritores murcianos más conocidos, entre los que se incluyen Díaz Cassou, Andrés Baquero, Frutos Baeza y Pío Tejera.
Otra característica fundamental era su independencia. En esa época de la Restauración los periódicos poseían un marcado acento partidista. En Murcia destacaban el Heraldo de Murcia, que apoyaba a Canalejas y las Provincias de Levante, que en un principio expresaba la opinión de los partidarios del general Martínez Campos y posteriormente la de los partidarios de Juan de la Cierva. 
En 1892 era el periódico con más suscriptores, aunque sólo fuesen 1300. Sin embargo, debe tenerse en cuenta que la sociedad murciana era bastante analfabeta: en 1880 la tasa se situaba en el 87%, unido a bajas tasas de escolarización.
Martínez Tornel también tomó postura frente a los grandes acontecimientos nacionales. Un ejemplo puede leerse en uno de sus escritos sobre la guerra de Cuba:

«Y es que los pueblos cuanto más pobres son, más contribuyen con el tributo de sangre, dando a sus hijos para el Ejército. De esos puñados de casas humildes, como las de la Alberca, salen las Compañías que forman los batallones de nuestros bravos soldados. Por eso están tristes y participan de la tristeza general; de ese sentimiento de pena y temor que lleva al templo a las
madres a poner en manos de la Virgen las preciosas vidas de sus hijos»
El Diario de Murcia, 29 de abril de 1898.

Como puede observarse el Diario de Murcia fue muy crítico con el sistema de reclutamiento considerándolo injusto. Asimismo, realizó un gran análisis de las causas de la derrota señalando la responsabilidad de los políticos, la ignorancia de la superioridad de la fuerza de los enemigos, exceso de confianza. Además solicitó la reinserción de los soldados a su regreso y que se abriese una suscripción nacional para ayudar a la incorporación de la sociedad a los repatriados.
La imprenta de "El Diario" en la calle Sociedad, 10 se convirtió también en un vehículo para la publicación de libros culturales sobre Murcia y el lenguaje murciano. Algunos ejemplos son: 
- Gómez, T., Soriano Hernández, J.A. (1882). Nicolasita : juguete cómico-lírico en un acto. Murcia: Imprenta de "El diario". OCLC 21705609.
- Ayuntamiento de Murcia (1883). A la gloria del insigne escultor murciano d. Francisco Salzillo y Alcarʹaz y en recuerdo del primer centenario de su muerte, dedica el Ayuntamiento de Murcia este libro formado con las composiciones leídas en la velada literaria celebrada en el casino la noche del 3 de marzo de 1883. Murcia: Imprenta de "El diario". OCLC 80475234.
- Amoraga y Torres, M. (1884). Azares de la peluca : comedia en tres actos y en verso. Murcia: Imprenta de "El diario". OCLC 21703814.
- Soriano Hernández, J.A. (1887). Ca presona pa su ese : sainete original y en verso, escrito en lenguaje de la huerta de Murcia. Murcia: Imprenta de "El diario". OCLC 13132275.
- Soriano Hernández, J.A. (1892). La política en los Garres : juguete cómico en un acto, original y en verso, escrito en lenguaje de la huerta de Murcia. Murcia: Imprenta de "El diario". OCLC 14137516.
- Perní García, M. (1896). Sin ton ni son: versos. Murcia: Imprenta de "El diario". Versión digitalizada.
- Sánchez Madrigal, R. (1897). Dos poesías. Murcia: Imprenta de "El diario". Versión digitalizada.
- Ayuntamiento de Alguazas (1898). Ordenanzas del heredamiento regante de Alguazas y reglamento de sus sindicato y jurado ... Murcia: Imprenta de "El diario". OCLC 38739208.
- Díaz Cassou, P. (1898). Extracto de la historia de Alguazas. Murcia: Imprenta de "El diario". Versión electrónica.
- Fuentes y Ponte, J. (1901). El obrero : su familia, su vivienda : medios para mejorar sus condiciones morales y materiales, en Murcia. Murcia: Imprenta de "El diario". OCLC 21649741.

El 10 de mayo de 1903 dejó de publicarse el Diario de Murcia por motivos económicos. Desde el año 2003 se conservan digitalizados todos los ejemplares en el Archivo Municipal de Murcia, donados en su día por Martínez Tornel.

## Breve aparición a finales delsigloXX

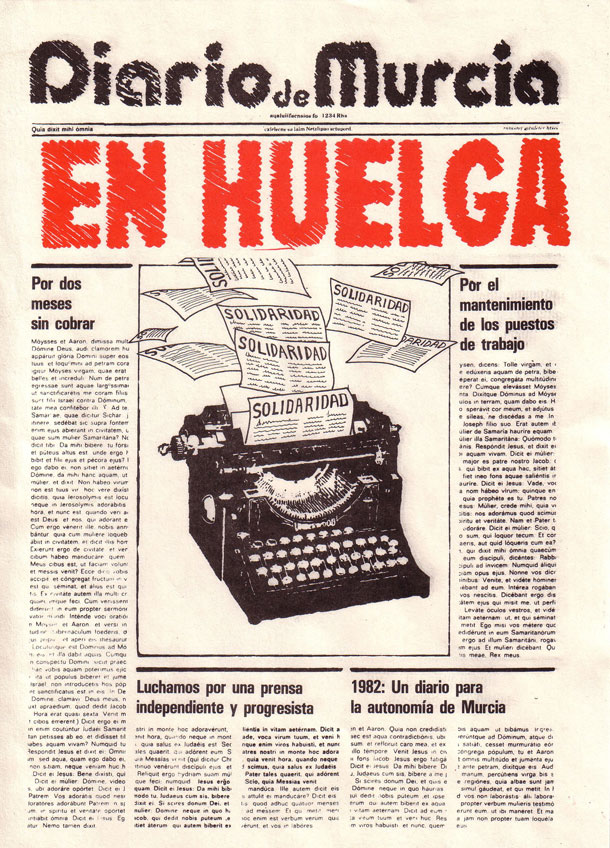
Octavilla repartida por los trabajadores el 1 de mayo de 1982.

El 15 de marzo de 1981 aparece de nuevo como un proyecto empresarial independiente. En los casi trece meses que se publicó tuvo como directores a José Freixinós, Manuel Acién Lirola y Miguel Ángel Blaya. En ese año existían tres diarios en Murcia: La Verdad, con una tirada mayoritaria; Línea, diario que había pertenecido a la cadena de periódicos del Movimiento y una tirada escasa; y el Diario de Murcia con una tirada también escasa. El 30 de marzo de 1982 cerró su redacción en un año de elecciones generales, por motivos económicos.